# Eutrema tenue
Eutrema tenue là một loài thực vật có hoa trong họ Cải. Loài này được (Miq.) Makino mô tả khoa học đầu tiên năm 1912.